# Rise of an Empire
Rise of an Empire – druga kompilacja amerykańskiej wytwórni Young Money Entertainment, której premiera odbyła się 11 marca 2014 roku. Wydawnictwo ukazało się nakładem wytwórni Young Money Entertainment, Cash Money Records i Republic Records. Na płycie w roli wykonawców występują  Lil Wayne, Drake, Nicki Minaj, Tyga, Christina Milian, Shanell, Mack Maine, Jae Millz, Cory Gunz, Gudda Gudda, Lil Twist, Chanel West Coast oraz PJ Morton, a także wielu innych. Natomiast za produkcję odpowiadają The Runners, Hit-Boy, Noah "40" Shebib, Detail, Lee On the Beats, Lex Luger, Aaron O'Brien, czy Sonny Digital.
Album zadebiutował na 7. miejscu amerykańskiej listy sprzedaży Billboard 200 z wynikiem 32 000 egzemplarzy w pierwszym tygodniu. W następnym tygodniu tytuł spadł na 36. pozycję i sprzedaż wyniosła 11 000 kopii. W trzecim i czwartym ta sprzedaż wyglądała kolejno 6000 i 5100 sztuk.

## Lista utworów
| Nr  | Tytuł utworu                                                                        | Producent                                   | Długość |
| --- | ----------------------------------------------------------------------------------- | ------------------------------------------- | ------- |
| 1.  | „We Alright” (wykonawca: Euro, Birdman & Lil Wayne)                                 | S-X                                         | 5:12    |
| 2.  | „Trophies” (wykonawca: Drake)                                                       | Hit-Boy, Noah "40" Shebib, Rey Reel, Hagler | 3:08    |
| 3.  | „Bang” (wykonawca: Lil Twist, Euro & Cory Gunz)                                     | Sonny Digital                               | 4:10    |
| 4.  | „Senile” (wykonawca: Tyga, Nicki Minaj & Lil Wayne)                                 | David D.A. Doman                            | 3:19    |
| 5.  | „Induction Speech” (wykonawca: Euro)                                                | Omega                                       | 5:21    |
| 6.  | „One Time” (wykonawca: Lil Twist, Tyga & YG)                                        | Jess Jackson, The Runners                   | 4:21    |
| 7.  | „Hittin Like” (wykonawca: Shanell & Chanel West Coast)                              | Aaron O'Brien                               | 2:42    |
| 8.  | „Lookin Ass” (wykonawca: Nicki Minaj)                                               | Detail, ChoppaBoiBeats, BMB                 | 2:41    |
| 9.  | „Fresher Than Ever” (wykonawca: Gudda Gudda, Jae Millz, Flow, Mack Maine & Birdman) | The Olympicks                               | 6:46    |
| 10. | „Back It Up” (wykonawca: Lil Twist & Tyga)                                          | Lex Luger                                   | 3:34    |
| 11. | „Moment” (wykonawca: Lil Wayne)                                                     | Lee On the Beats                            | 4:39    |
| 12. | „You Already Know” (wykonawca: PJ Morton, Jae Millz, Gudda Gudda & Mack Maine)      | PJ Morton                                   | 4:09    |
|     |                                                                                     |                                             | 50:02   |

| Edycja deluxe (dodatkowe utwory) | Edycja deluxe (dodatkowe utwory)                        | Edycja deluxe (dodatkowe utwory) | Edycja deluxe (dodatkowe utwory) |
| Nr                               | Tytuł utworu                                            | Producent                        | Długość                          |
| -------------------------------- | ------------------------------------------------------- | -------------------------------- | -------------------------------- |
| 1.                               | „Catch Me at the Light” (wykonawca: Shanell & Yo Gotti) | DJ Speedy                        | 3:28                             |
| 2.                               | „Video Model” (wykonawca: Christina Milian & Lil Wayne) | Big A Music, The Agency          | 3:58                             |
| 3.                               | „Good Day” (wykonawca: Tyga, Meek Mill & Lil Wayne)     | DNYC3                            | 3:44                             |